# 西丰镇 (西丰县)
西丰镇，是中华人民共和国辽宁省铁岭市西丰县下辖的一个乡镇级行政单位。

## 行政区划
西丰镇下辖以下地区：
民主社区、远景社区、向阳社区、胜利社区、西城社区、站前社区、朝阳村、西站村、公合村、晨光村、乐善村、和厚村、执中村、东昌村、林昌村、茂林村、顺德村、永丰村、石湖村、六安村和工业园区社区。